# Rim Jong-sim
Rim Jong-Sim, née le 5 février 1993 à Pyongyang, est une haltérophile qui représente la Corée du Nord dans les compétitions. Elle est la première nord-coréenne à remporter deux titres olympiques, le premier aux Jeux olympiques d'été de 2012 dans la catégorie des 69 kilos à 19 ans et le deuxième quatre ans plus tard dans la catégorie des 75 kilos aux Jeux olympiques de Rio.

## Biographie
Aux Jeux olympiques de 2012, Rim Jong-Sim remporte le titre olympique dans la catégorie des moins de 69 kg avec un total de 261 kg (115 kg à l'arraché et 146 kg à l'épaulé-jeté). 
L'athlète de 23 ans monte dans la catégorie supérieure. En novembre 2015, Rim Jong-Sim se blesse à la hanche lors des championnats du monde et poursuit la compétition contre les avis médicaux pour finir à la deuxième place. Aux Jeux olympiques d'été de 2016 de Rio de Janeiro, Jong-Sim devient la première athlète nord-coréenne à remporter deux titres olympiques en dominant la compétition des moins de 75 kg. Dès son premier essai de l’épaulé-jeté, elle s'assure de la médaille d'or en soulevant 145 kg, réussissant même 153 kg à son deuxième essai avant d'échouer à battre le record olympique avec 162 kg pour son dernier essai.
Aux Jeux asiatiques de 2018, Rim Jong-sim remporte la médaille d'or dans la catégorie des moins de 75 kg avec une importante marge de 26 kg, au lendemain du succès de sa jeune sœur Rim Un-sim (en) dans la catégorie inférieure (moins de 69 kg).
Battue par l'inattendue Chinoise Wang Zhouyu lors des championnats du monde d'haltérophilie 2018 à Achgabat, Rim Jong-sim remporte le titre de championne du monde dans la catégorie des moins de 76 kg l’année suivante à Pattaya en battant Zhang Wangli. Dès l'arraché, l'athlète nord-coréenne bat le record en soulevant 124 kg, s'offrant une marge de six kilogrammes, suffisante pour remporter l'or mondial.

## Palmarès
- Jeux olympiques d'été :
  - Jeux olympiques de 2012 à Londres :
    -  Médaille d'or en haltérophilie femmes -69 kg.

  - Jeux olympiques de 2016 à Rio de Janeiro :
    -  Médaille d'or en haltérophilie femmes -75 kg.

- Championnats du monde :
  -  Médaille de bronze en haltérophilie femmes -75 kg en 2014 à Almaty.
  -  Médaille d'argent en haltérophilie femmes -75 kg en 2015 à Houston.
  -  Médaille d'argent en haltérophilie femmes -76 kg en  2018 à Achgabat.
  -  Médaille d'or en haltérophilie femmes -76 kg en 2019 à Pattaya.

- Championnats d'Asie
  -  Médaille d'or en haltérophilie femmes -76 kg en 2019 à Ningbo.

- Jeux asiatiques
  -  Médaille de bronze en haltérophilie femmes -75 kg en 2014 à Incheon.
  -  Médaille d'or en haltérophilie femmes -75 kg en 2018 à Jakarta.